# Juan Gálvez
Juan Gálvez (ur. 1774 w miejscowości Mora, zm. 12 grudnia 1846 w Madrycie) – hiszpański malarz pochodzący z prowincji Toledo, zajmował się również grawerstwem.
Studiował w Królewskiej Akademii Sztuk Pięknych św. Ferdynanda w Madrycie. Od 1794 r. pracował na dworze Karola IV przy pracach dekoracyjnych w Escorialu i Prado. W 1801 r. zaczął pracować w Pałacu Królewskim w Aranjuez. Współpracował z takimi artystami jak Luis Japelli czy Mariano Salvador Maella.
W 1808 r. w czasie inwazji napoleońskiej znalazł się w Saragossie, gdzie razem z włoskim malarzem Ferdinandem Brambilla stworzył cykl 32 rycin zatytułowany Ruiny Saragossy przedstawiający sceny z oblężenia miasta.
W 1816 r. został mianowany nadwornym malarzem, a w 1829 r. został dyrektorem Królewskiej Akademii Sztuk Pięknych św. Ferdynanda.

## Dzieła w Muzeum Prado
- Alegoría de la Agricultura
- Vista del costado de la iglesia del Hospital General de Nuestra Señora de Gracia
- Ruinas del patio de Santa Engracia
- Ruinas del interior de la iglesia del Carmen
- Joven sentada
- El general Palafox y Melzi